# Adrar (Algeria)
Adrar (în arabă أدرار) este o comună și oraș din provincia Adrar, Algeria.
Populația comunei este de 64.781 de locuitori (2008).